# Teorema de Ceva

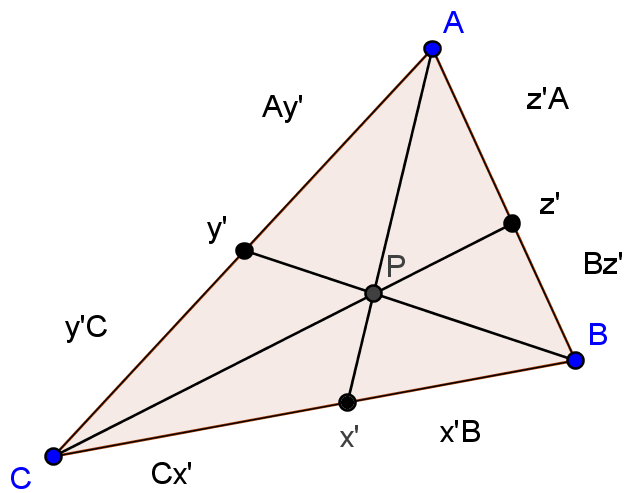
Aquest triangle representa la situació del teorema de Ceva, on les tres rectes concurreixen en un punt. Es pot comprovar que es compleix la fórmula del teorema.

En geometria, el teorema de Ceva estableix que, en un triangle qualsevol, tres rectes que van des de cada vèrtex del triangle al costat oposat o a la seva prolongació són concurrents (es tallen en un punt) si i només si
{\displaystyle {\frac {Ay'}{y'C}}\cdot {\frac {Cx'}{x'B}}\cdot {\frac {Bz'}{z'A}}=1}
on cada parell de lletres representa un segment lineal en el triangle, com es pot veure a la figura de la dreta.
També existeix en forma trigonomètrica una manera d'expressar el teorema de Ceva. Ax', By' i Cz' són concurrents si i només si

{\displaystyle {\frac {\sin \angle BAx'}{\sin \angle CAx'}}\cdot {\frac {\sin \angle CBy'}{\sin \angle ABy'}}\cdot {\frac {\sin \angle ACz'}{\sin \angle BCz'}}=1.}
El teorema va ésser demostrat per Giovanni Ceva a la seva obra De lineis rectis del 1678, però ja havia estat demostrat molt abans per Yússuf ibn Àhmad al-Mútaman, un emir de Saragossa del segle xi.
Hi ha diferents elements geomètrics que estan associats a aquest teorema i tenen un nom que es deriva del de Ceva, com la ceviana (els segments Ax, By i Cz són les cevianes del triangle, concurrents en el punt P) o bé el triangle cevià (el triangle xyz és el triangle cevià de P).
El teorema de Ceva és molt similar al teorema de Menelau en el sentit que tenen equacions que difereixen només en el signe. A més, la representació gràfica d'un és la dual de l'altra. Cadascun pot demostrar-se a partir de l'altre.